# Tanjung Dalam (Gumay Talang)
Tanjung Dalam is een bestuurslaag in het regentschap Lahat van de provincie Zuid-Sumatra, Indonesië. Tanjung Dalam telt 432 inwoners (volkstelling 2010).